# Scirpus naikianus
Scirpus naikianus är en halvgräsart som beskrevs av M.A.Wadood Khan. Scirpus naikianus ingår i släktet skogssävssläktet, och familjen halvgräs. Inga underarter finns listade i Catalogue of Life.